# رود كنول
رود كنول (بالهولندية: Ruud Knol)‏ (13 مارس 1981 في هولندا - ) هو لاعب كرة قدم هولندي في مركز الدفاع. لعب مع سبارتا روتردام وفيتيسه آرنهم ونادي باوك.